# 대성단 고즈마
대성단 고즈마 (Gozma, 일본어: 大星団ゴズマ 다이세이단 고즈마[*])는 일본 토에이의 특촬 드라마 슈퍼 전대 시리즈의 9번째 작품 《전격전대 체인지맨》에 등장하는 악역 집단이다. 고즈마는 성왕 바주가 이끄는 외계인 침략 군단으로, 우주의 별들을 차례차례 무너뜨린 뒤 생존자들을 고즈마에 합류시키면서 계속 영역을 확장하고 있었다. 조직의 규모는 매우 크기 때문에, 작품 안에서는 지구를 침공하기 위해 온 길루크 부대도 고즈마 전 부대의 수에 비하면 매우 적은 숫자라고 언급된다. 구성원 중에는 예전에는 길루크 사령관과 여왕 아하메스처럼 성왕 바주에게 저항했던 사람도 있었으나, 바주의 압도적인 힘 앞에 굴복하여, 자신들의 고향을 재건해주겠다는 약속을 받고 충성을 맹세했다. 지구 원정군은 모함 고즈마드 (Gozmard, 일본어: 母艦ゴズマード 보칸 고즈마도[*])를 근거지로 하여, 고즈마 전투기와 우주 각지에서 불러온 우주수사를 지구에 파견한다.

## 성왕 바주
성왕 바주 (Bazoo, 일본어: 星王バズー 세이오 바즈[*])는 대성단 고즈마의 지배자이다. 손과 발이 없으며, 기계의 동체에 머리만 연결된 모습을 하고 있다. 행성 침략 과정의 기본적인 방침은 부하들이 세운 작전에 대해 지적하지 않고 가만히 지켜보되, 목적과 맞지 않으면 간부 클래스의 부하라도 버리는 냉혹한 존재으로 묘사된다. 그러나 작품 후반에 그의 모습은 홀로그램일 뿐이었고, 진정한 정체는 혹성형 거대 생명체 고즈마 스타 (Gozma Star, 일본어: ゴズマスター 고즈마 스타[*])임이 밝혀졌다.
성왕 바주의 슈트 연기는 구와바라 가즈토가 맡았고, 목소리는 가토 세이조가 연기했다.

## 길루크 사령관
길루크 사령관 (Giluke, 일본어: ギルーク司令官 기루쿠 시레이칸[*], 1화 ~ 33화)은 대성단 고즈마의 은하계 방면군 사령관으로, 길라스 행성 출신이다. 길라스 행성 최강의 전사로 길라스 강철을 제련한 길라스 검을 차고 다니며, 전투 때 길라스 이도류 검법을 구사한다. 예전에는 길라스 행성을 지키기 위해 바주에게 저항했으나, 결국 패배하여 바주에게 굴복, 그의 부하가 되고 말았다. 길루크는 길라스 행성의 재건을 조건으로 지구 침략에 착수하지만 여러 번 패배하고, 33화에서 치명상을 입고 패배하고 말았다. 결국 바주는 길루크를 "우주의 무덤" (일본어: 宇宙の墓場 우추노 하카바[*])으로 추방한다. 그러나 길루크는 38화에서 죽어가던 우주수사 자도스의 몸에 들러붙어 우주의 무덤에서 부활해 유령체 고스트 길루크(일본어: ゴーストギルーク 고스토 기루쿠[*], 38화 ~ 43화)가 되어 진정한 육체를 찾아다니다, 리겔 아우라를 몸에 뒤집어쓰고 우주수사 자도스와 함께 실체화를 되찾으면서 악마의 슈퍼 능력을 얻어 파워 업, 완전체 슈퍼 길루크(일본어: スーパーギルーク 스파 기루쿠[*], 43화 ~ 54화)가 된다. 슈퍼 길루크는 양 눈과 가슴의 구체에서 빔을 발사하고, 구체에 둘러진 슬릿에서는 우주수사화 광선을 내뿜으며, 지팡이로 불의 운석탄 스페이스 버스터를 떨어뜨리는 등 강력한 능력을 발휘했다. 최종 결전에서 우주수사 길라스가 되어 체인지맨을 압도하지만, 길라스가 되기 전에 왼쪽 가슴에 입었던 상처를 체인지맨이 어스 포스 전격 소드로 찔렀고, 결국 길루크는 파워 바주카에 죽음을 당했다.

## 여왕 아하메스
여왕 아하메스(일본어: 女王アハメス 조오 아하메스[*], 17화 ~ 53화): 과거에, 길루크와 손잡고 바주에게 저항했던 아마조 행성의 여왕이었다. 고즈마에게 굴복한 이후 길루크 일당과는 별도로 행동하고 있었다. 그 후 리겔 아우라를 몸에 뒤집어 쓰고 파워 업하여, 세 마리의 수사나 우주괴조 잔게란을 따랐던 아하메스는 33화에서 길루크의 실각으로 새롭게 지휘관의 자리에 올랐다. 그러나 체인지맨과의 싸움에서 번번이 패배하자, 50화에서 바주에게 잔게란을 두 마리의 우주수사로 분리하라는 명령을 받는 식으로 지휘관에서 쫓겨났으며, 53화에서는 슈퍼 길루크의 힘으로 우주수사 메즈로 변화했으나, 자력으로 우주수사와 자신의 몸을 분리했다. 그러나 이미 정신은 붕괴된 상태였으며, 결국 아하메스는 바주에게 고향 별을 되돌려달라고 간청했다가 거절당하여 광란 상태로 체인지맨의 비밀 기지와 함께 폭사해 최후를 맞이했다.
아하메스의 목소리는 구로다 후쿠미가 연기했다.

## 부관
- 부관 부바 (일본어: 副官ブーバ 후쿠칸 부바[*], 1화 ~52화): 우주 해적 출신으로, 성왕 바주에게 굴복했다는 것 이외에 그가 고즈마에 들어가게 된 이유는 작품 안에서 언급되지 않았다. 길루크의 부관으로서 체인지맨을 여러 번 궁지로 몰아넣었다. 52화에서 아하메스에게 버림받은 시이마를 구하기 위해 시이마에게 다가갔다가, 시이마의 탈주 의사를 확인한 뒤 비장의 필살기 "불바도스 활인검" (일본어: ブルバドス活人剣 부루바도스 카츠진켄[*])으로 시이마를 가사 상태에 빠뜨린 뒤, 자신은 체인지 드래곤의 일격으로 최후를 맞았다. 부바의 목소리는 오카모토 요시노리가 연기했다.

- 부관 시이마 (일본어: 副官シーマ 후쿠칸 시이마[*]): 원래 아망가 행성의 공주였다. 부우바와 함께 길루크의 부관으로 활동했으나, 49화에서는 강제로 우주수사 즈네로 변화하고, 게타의 탈주를 눈앞에 두고 침략 행위의 정당성에 대해 고민하는 모습이 묘사되었다. 원래 톤이 낮은 남자의 목소리였는데, 그것은 고즈마의 전사일 때의 목소리로, 작전으로 변신했을 때나 전투로 기억을 잃었을 때, 후반에 고즈마를 탈퇴한 이후 아망가 성인의 모습으로 돌아왔을 때에는 여성의 목소리로 말했다. 또 아망가 성인은 지구인과 흡사하지만, 모든 생명체를 인간 형태로 바꾸는 우주수사 우바가 시이마를 길렀던 과거가 4화에서 언급되었을 뿐, 태어날 때부터 인간의 모습이었는지에 대한 것은 작품 안에서 언급되지 않았다. 우주의 유명인으로 등장하는 우주수사 볼타의 팬으로도 언급된다. 시이마 자신이 방출하는 아망가 에너지 (일본어: アマンガエネルギー 아만가 에네르기[*])와 반대되는 반아망가 에너지 (일본어: 反アマンガエネルギー 한아만가 에네르기[*])로 아망가 행성을 멸망시킨 종족과 같은 종족에 속하는 우주수사 다릴과 함께, 아하메스로부터 목숨을 걸고 체인지맨을 없앨 것을 강요당하는 계기로 부바의 협력으로 고즈마에서 탈주하였으며, 그 후에는 체인지맨과 함께 고즈마와 싸웠다. 시이마의 목소리는 후지에 가나 (연기 및 여성 목소리), 이다 미치오 (남성 목소리)가 연기했다.

## 항해사 게타
항해사 게타 (Gaata, 일본어: 航海士ゲーター 코카이시 게타[*])는 모함 고즈마드의 항해사로 나비 행성 출신이다. 익살꾼이지만 매우 겁이 많은 성격이다. 고향에 처 졸리와 자식 왈라지를 두고 혼자 와 있다. 그러나 게타는 그를 따라 지구에 온 졸리와 왈라시의 돌아가자는 설득을, 고즈마에 대한 공포심 때문에 따르지 못하고 있었지만, 51화에서 졸리가 쿠크를 낳은 것을 계기로 "태어난 자식을 껴안고 싶다"는 마음에 고즈마에서 탈출한다. 바주의 말에 따르면, 게타는 고즈마 역사 상 최초의 배신자이며, 게타의 탈퇴를 시작으로 여러 조직원들이 고즈마를 탈퇴했다. 그 밖에, 게타의 처자식들은 간사이 방언을 사용하는 것으로 묘사된다. 게타의 이름은 항해사 (Navigator)에서 유래했다.
게타의 목소리는 마스오카 히로시가 연기했다.

## 교다이
교다이(일본어: ギョダーイ)는 교다이 행성 출신의 원시 생물로, 입 가운데에 거대한 외눈이 있으며, 외눈에서 나오는 광선은 한번 죽은 생명체라도 되살려 거대화시키는 작용을 하기 때문에 쓰러진 우주수사의 부활과 거대화를 목적으로 키워지고 있었다. 광선 발사에는 매우 많은 에너지를 소모하기 때문에, 보통은 모함 고즈마드 안에서 자고 있다. 그러나 교다이는 그 능력 때문에 고즈마가 포획하여 이용한 것으로, 교다이 자체는 악의가 없는 생물이다. 최종화에서 폭발 직전의 고즈마드에서 체인지맨이 구출한 뒤 체인지맨의 친구가 된다. "교옷~" (일본어: ギョ〜ッ、ギョ〜ッ) 정도밖에 말할 수 없지만, 사람의 말을 이해할 수 있는 정도의 지능은 가지고 있는 것으로 묘사된다.
교다이의 목소리는 와타나베 다케시가 연기했다.

## 잔게란
우주괴조 잔게란(일본어: 宇宙怪鳥ジャンゲラン 우추카이초 잔게란[*], 32화 ~ 50화)는 아하메스가 탑승하는, 두 개의 머리가 달린 괴조이다. 시속 450km로 비행하며 회오리를 일으킨다. 금빛 머리 부분에서는 냉기를, 은빛 머리 부분에서는 불꽃을 내뿜는다. 마지막으로 등장한 50화에서 성왕 바주에게 두 마리의 우주수사 잔(일본어: ジャン, 50화 ~ 51화)과 게란(일본어: ゲラン, 50화 ~ 51화)가 되었다. 잔은 체인지맨에게 죽음을 당했지만, 게란은 길루크의 명령으로 잔게란을 뛰어넘는 힘을 가진 우주 최강의 대괴조 네오잔게란의 알을 부화시켰다.

## 우주수사
우주수사(일본어: 宇宙獣士 우추주시[*])는 고즈마의 우주 침략에 압장서는 외계인들을 가리킨다. 고향의 별이 고즈마에게 멸망당한 이후, 해방을 조건으로 고즈마에게 복종을 맹세한 이들이 대부분이지만, 단순히 살육과 파괴를 즐기는 성격 때문에 고즈마에 들어온 이들도 있다. 지능이나 능력은 개개인별로 천차만별이며, 언어를 사용할 수 없는 개체에서, 7화에 등장한 우주수사 데모스처럼 간부급의 전투 능력과 지능을 가진 존재, 볼타처럼 우주의 유명인이 된 존재도 있다. 전력도 다양하며, 예전에 길루크와 아하메스의 부하였던 마조나, 우주의 어딘가에 유폐되었다가 돌아와 우주수사가 되어 체인지맨과 싸우는 우주수사 페인같은 존재도 있다. 작품 종반부에는 고즈마의 간부들도 슈퍼 길루크와 바주의 힘으로 우주수사가 되기도 한다.

## 히드러 병정
히드러 병정 (Hidrer, 일본어: ヒドラー兵 히도라 헤이[*])는 괴물과 같은 얼굴을 하고 있는, 고즈마의 전투원이다. 푸른색을 띠고 있으며, 알에서 부화한다. 지능은 낮으며, 오른손에 달린 입에서 파괴 광선을 쏘거나 그 입으로 물어뜯는다. 고리 형태의 검을 무기로 사용한다. 신출귀몰하여 땅 속이나 벽 속 등 어디서든지 나타난다. 몸에 붙어있는 파이프가 약점으로, 파이프가 끊기면 고통스러워하며 가스가 분출됨과 동시에 소멸한다.